# Mulwala (jezioro)
Mulwala (ang. Lake Mulwala) – jezioro w Australii, położone na granicy stanów Nowej Południowej Walii i Wiktorii. Jezioro sztuczne, powstałe w wyniku wybudowania tamy na rzece Murray w roku 1939. Przy tamie znajduje się most zbudowany w roku 1924, łączący miejscowość Mulwala w Nowej Południowej Walii z Yarrawonga w Wiktorii.

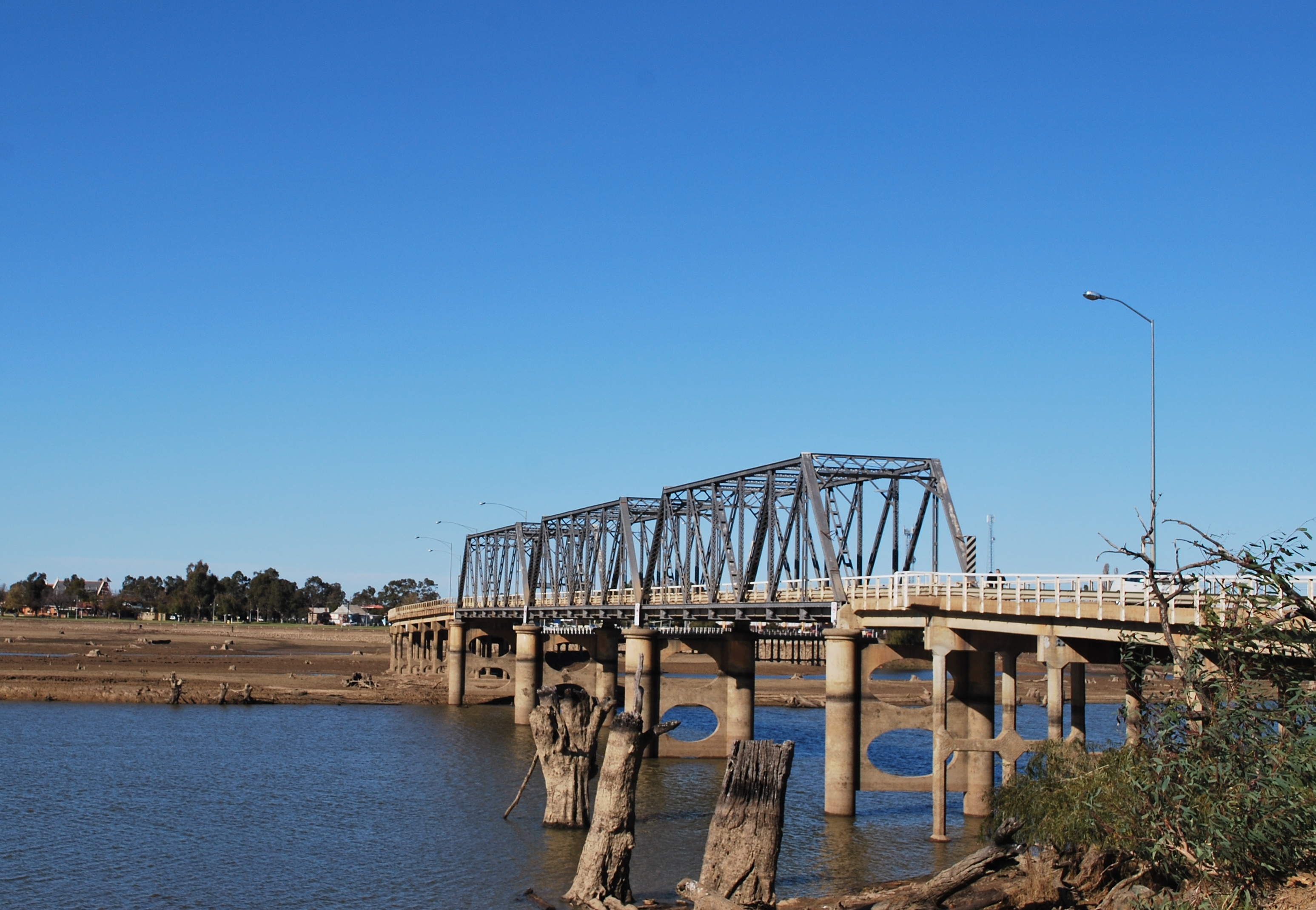
Most Mulwala-Yarrawonga